# Lamar Hunt U.S. Open Cup de 2017
A Lamar Hunt U.S. Open Cup de 2017 foi a 104ª temporada da competição futebolística mais antiga dos Estados Unidos. FC Dallas entra na competição defendendo o título.
O campeão da competição foi o Sporting Kansas City, conquistando seu quarto título. A premiação para o campeão foi de 250.000 dóares, e o vice, New York Red Bulls, recebeu 60.000 dólares.

## Participantes
A classificatória iniciou em setembro de 2016 com as ligas menores.
| Entram na Primeira Fase | Entram na Primeira Fase | Entram na Segunda Fase | Entram na Quarta Fase |
| USASA 17 Times | NPSL/PDL 18 Times/21 Times | NASL/USL 6 Times/18 Times | MLS 19 Times |
| - Anahuac FC - Azteca FC - Boca Raton Football Club - Christos FC - Chula Vista FC - Colorado Rush - El Farolito SC - FC Motown - GPS Omens - Junior Lone Star FC - La Máquina - LA Wolves FC - Moreno Valley Fútbol Club - NTX Rayados - Outbreak FC - Red Force FC - Tartan Devils Oak Avalon | NPSL - AFC Ann Arbor - AFC Cleveland - Albion SC Pros - Atlanta Silverbacks - Boston City FC - Chattanooga FC - Clarkstown SC Eagles - FC Wichita - Fredericksburg FC - Grand Rapids FC - Houston Dutch Lions FC - Jacksonville Armada U-23 - Legacy 76 - Miami United FC - New Jersey Copa SC - OSA FC - Sonoma County Sol - Tulsa Athletic PDL - Burlingame Dragons FC - Carolina Dynamo - Charlotte Eagles - Chicago FC United - Derby City Rovers - Des Moines Menace - FC Golden State Force - FC Tucson - Fresno Fuego - GPS Portland Phoenix - Michigan Bucks - Ocean City Nor'easters - OKC Energy U23 - Reading United AC - San Diego Zest FC - SC United Bantams - Seattle Sounders FC U-23 - South Florida Surf - The Villages SC - Ventura County Fusion - Western Mass Pioneers | NASL - Indy Eleven - Jacksonville Armada FC - Miami FC - New York Cosmos - North Carolina FC - San Francisco Deltas USL - Charleston Battery - Charlotte Independence - Colorado Springs Switchbacks FC - FC Cincinnati - Harrisburg City Islanders - Louisville City FC - Oklahoma City Energy FC - Orange County SC - Phoenix Rising FC - Pittsburgh Riverhounds - Reno 1868 FC - Richmond Kickers - Rochester Rhinos - Sacramento Republic FC - Saint Louis FC - San Antonio FC - Tampa Bay Rowdies - Tulsa Roughnecks FC | - Atlanta United FC - Chicago Fire - Colorado Rapids - Columbus Crew SC - D.C. United - FC Dallas - Houston Dynamo - LA Galaxy - Minnesota United FC - New England Revolution - New York City FC - New York Red Bulls - Orlando City SC - Philadelphia Union - Portland Timbers - Real Salt Lake - San Jose Earthquakes - Seattle Sounders FC - Sporting Kansas City |

## Primeira fase
| Equipe 1                 | Total     | Equipe 2                 |
| ------------------------ | --------- | ------------------------ |
| New Jersey Copa SC       | 1–2       | FC Motown                |
| Western Mass Pioneers    | 2(4)–(5)2 | Boston City FC           |
| GPS Portland Phoenix     | 0–2       | GPS Omens                |
| Reading United AC        | 1–0       | Clarkstown SC Eagles     |
| Ocean City Nor'easters   | 3–1       | Junior Lone Star FC      |
| Carolina Dynamo          | 2–1       | Legacy 76                |
| Charlotte Eagles         | 2–0       | Chattanooga FC           |
| Miami United FC          | 2–1       | Boca Raton FC            |
| Atlanta Silverbacks      | 4–1       | SC United Bantams        |
| Red Force FC             | 2–4       | South Florida Surf       |
| Jacksonville Armada U-23 | 2–1       | The Villages SC          |
| Chicago FC United        | 1–0       | Grand Rapids FC          |
| Fredericksburg FC        | 0–3       | Christos FC              |
| Des Moines Menace        | 1–3       | AFC Cleveland            |
| Derby City Rovers        | 1(3)–(4)1 | Tartan Devils Oak Avalon |
| Michigan Bucks           | 1–0       | AFC Ann Arbor            |
| FC Wichita               | 1–0       | Azteca FC                |
| Tulsa Athletic           | 1(2)–(4)1 | OKC Energy U23           |
| Houston Dutch Lions FC   | 3–1       | NTX Rayados              |
| FC Tucson                | 3–1       | Colorado Rush            |
| Ventura County Fusion    | 1–2       | Moreno Valley FC         |
| Fresno Fuego             | 4–1       | La Máquina FC            |
| El Farolito SC           | 0(5)–(6)0 | Burlingame Dragons FC    |
| San Diego Zest FC        | 2–4       | L.A. Wolves FC           |
| Albion SC Pros           | 2–3       | Chula Vista FC           |
| FC Golden State Force    | 2–0       | Outbreak FC              |
| Sonoma County Sol        | 0(4)–(5)0 | Anahuac FC               |
| Seattle Sounders FC U-23 | 0(3)–(5)0 | OSA FC                   |

## Premiação
| Lamar Hunt U.S. Open Cup de 2017         |
| ---------------------------------------- |
| SPORTING KANSAS CITY Campeão (4º título) |